# Mi-18
Mi-18 – radziecki śmigłowiec, będący głęboką modernizacją Mi-17. Pierwszy śmigłowiec w ZSRR zaprojektowany z wykorzystaniem systemów CAD (ponadto jego dokumentacja przekazana została do fabryki na nośnikach elektronicznych). Konstrukcji nie wdrożono do produkcji seryjnej.
W roku 1977 w zakładach nr 387 w Kazaniu podjęto prace nad próbą głębokiej modernizacji śmigłowca Mi-17. Nowa maszyna, według założeń miała posiadać większą objętość kabiny ładunkowej, co skutkowałoby zwiększeniem liczby miejsc dla pasażerów. Decyzja, aby opracowanie nowej maszyny powierzyć konstruktorom z Kazania, wynikała z zaangażowania konstruktorów Mila w dużą liczbę innych projektów. Nowy projekt oznaczono jako Mi-18, zdecydowano też o zbudowaniu dwóch prototypów w oparciu o gotowe egzemplarze Mi-17.
Pierwszy prototyp w stosunku do Mi-17 posiadał wydłużony kadłub, który powstał przez wstawienie dwóch dodatkowych sekcji. Dzięki temu liczba miejsc pasażerskich wzrosła do 36 (dla porównania Mi-17 – 28 takich miejsc). Zmodernizowana została również awionika, bez zmian pozostawiono natomiast układ napędowy i przeniesienia napędu oraz podwozie. Prototyp ten rozpoczął próby w locie w roku 1979. Początkowo śmigłowiec testowano w wersji nieuzbrojonej, później zainstalowano standardowe wysięgniki z sześcioma węzłami podwieszeń. W wyniku przeprowadzonych testów dowiedziono, że tak przeprowadzona operacja powiększenia kadłuba nie jest dobrym rozwiązaniem. Pojawiły się problemy ze sztywnością kadłuba oraz większe wibracje. W roku 1980 prototyp przedstawiono do oceny komisji państwowej ZSRR. Z uwagi na powyższe problemy przygotowano korektę wymagań operacyjnych, które spełnić musiał Mi-18.
W ten sposób w latach 1981–1983 powstał drugi prototyp. Posiadał on wydłużony w stosunku do Mi-17 kadłub (dodano jedną dodatkową sekcję w części tylnej), zastosowano nowe tylne wrota ładunkowe. W ten sposób zwiększono sztywność konstrukcji. Zrezygnowano także z dodatkowych zewnętrznych zbiorników paliwa, zamiast nich zastosowano zbiorniki ulokowane pod podłogą kabiny ładunkowej, osłonięte pancerzem. Nowe zbiorniki otrzymały również wykładziny samouszczelniające się oraz instalację zapobiegającą eksplozji oparów. Wzmocnienie samej podłogi ładowni pozwoliło dodatkowo na zwiększenie ładowności śmigłowca. W drugim prototypie utrzymano w nim możliwość przewozu ładunków na podwieszeniu zewnętrznym. W tym celu maszynę wyposażono w specjalny system podwieszania ładunku z lukiem w podłodze kabiny ładunkowej. Dodano też drugie boczne drzwi do kabiny ładunkowej, umiejscowione na prawej burcie. Przekonstruowano także podwozie na chowane. Zmodernizowano także większość systemów pokładowych. Zastosowano nowe generatory, baterie i awionikę. Dla uzyskania lepszej sterowności zdecydowano się wymienić wirnik ogonowy na nowy o większej cięciwie profilu łopat.
Planowano na bazie Mi-18 stworzyć szereg wariantów specjalistycznych – wojskowych, a także i cywilnych.
Oblotu drugiego prototypu Mi-18 dokonano 28 kwietnia 1984 roku, za sterami zasiadali oblatywacze kazańskich zakładów, N. A. Zen oraz W. T. Dworiakin. Lot przebiegł bez zastrzeżeń. Oblatywany egzemplarz był wariantem wojskowym, uzbrojonym w karabin maszynowy ulokowany w nosie śmigłowca oraz wyposażony w zmienione wysięgniki na uzbrojenie (każdy z dwoma węzłami podwieszeń) i stacje zakłóceń w podczerwieni SOEP-W1A.
Przeprowadzone testy udowodniły, że nowy śmigłowiec odznaczał się lepszymi osiągami niż Mi-17. W związku z tym zaproponowano aby rozpocząć produkcję Mi-18 w zakładzie w Kazaniu od roku 1985. Jednakże proces przygotowania do produkcji, a także opracowania właściwej dokumentacji technicznej się opóźnił (odpowiednie działania rozpoczęto dopiero w 1987 roku). Opóźnienie to spowodowało zmianę nastawienia władz do Mi-18. Stwierdzono, że należy stworzyć całkowicie nowy śmigłowiec, zamiast kolejnej modernizacji śmigłowca Mi-8. Wobec tego Mi-18 ostatecznie nie trafił do produkcji, a zamiast tego rozpoczęto pracę nad następcą śmigłowców Mi-8 i Mi-17 – Mi-38.
Prace nad śmigłowcem Mi-18 nie poszły do końca na marne, część z opracowanych dla niego rozwiązań zastosowano później w modernizacjach Mi-8/Mi-17 oraz nowych projektach.